# Phragmipedium lindleyanum
Phragmipedium lindleyanum är en orkidéart som först beskrevs av Moritz Richard Schomburgk och John Lindley, och fick sitt nu gällande namn av Robert Allen Rolfe. Phragmipedium lindleyanum ingår i släktet Phragmipedium och familjen orkidéer. Inga underarter finns listade i Catalogue of Life.

## Bildgalleri

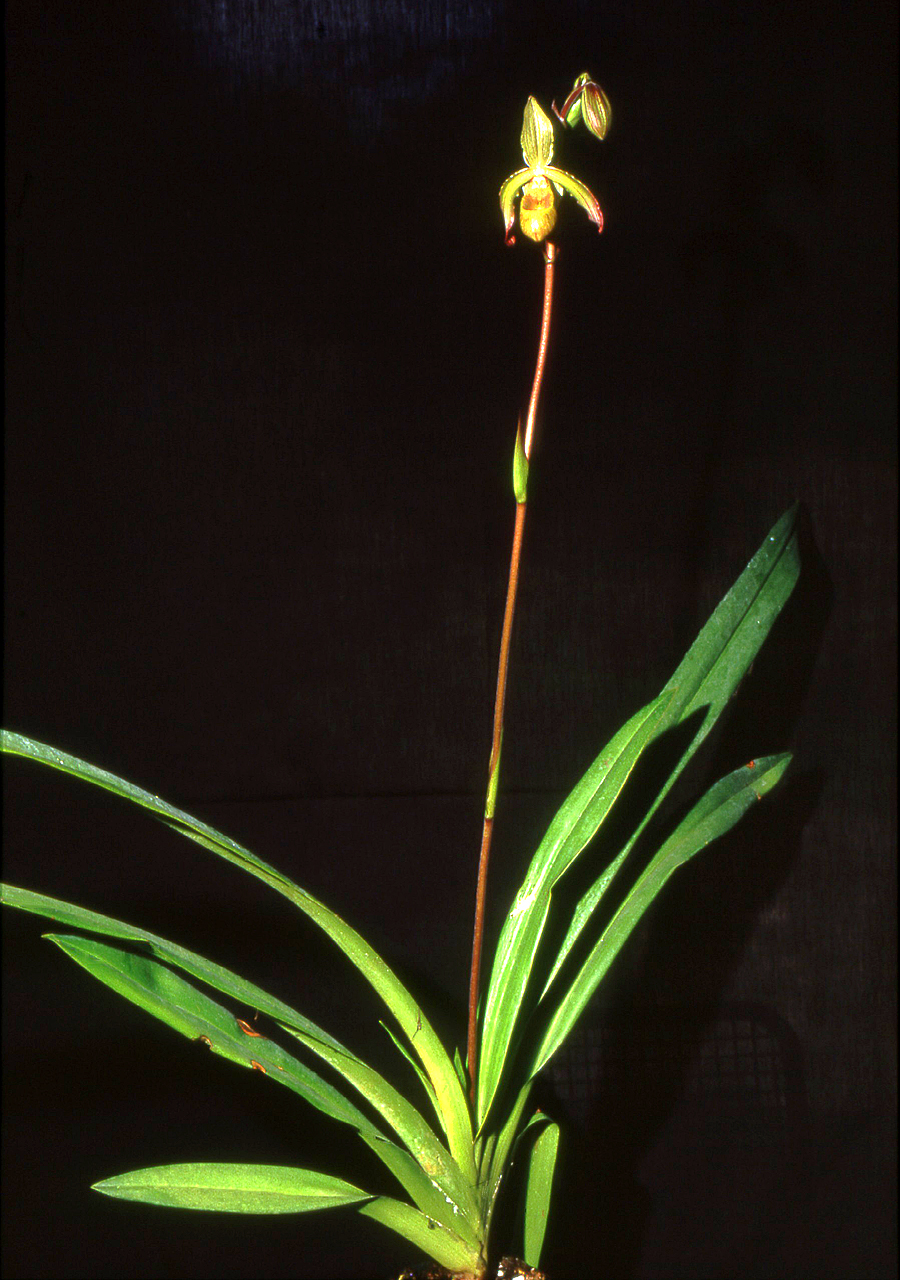
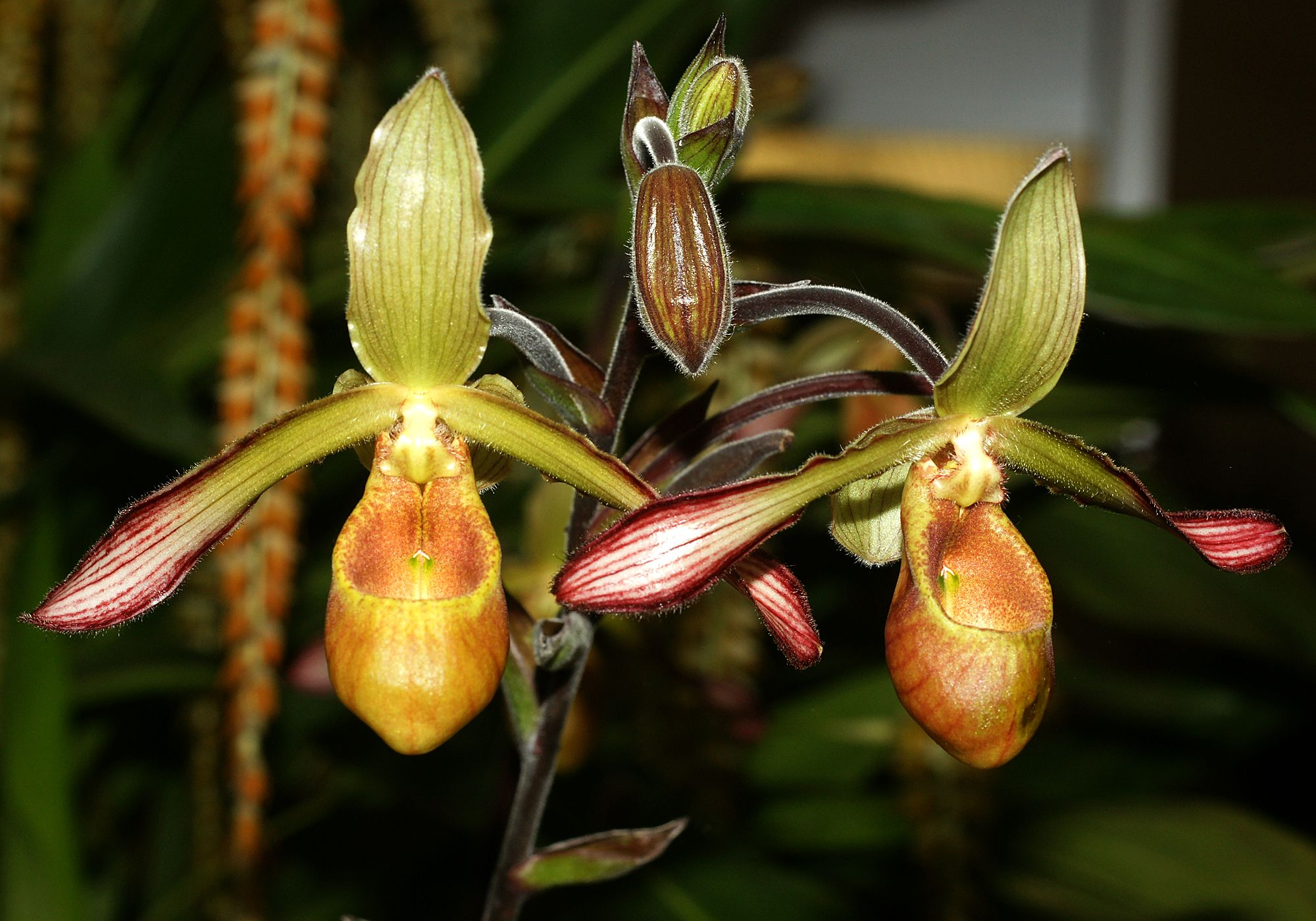
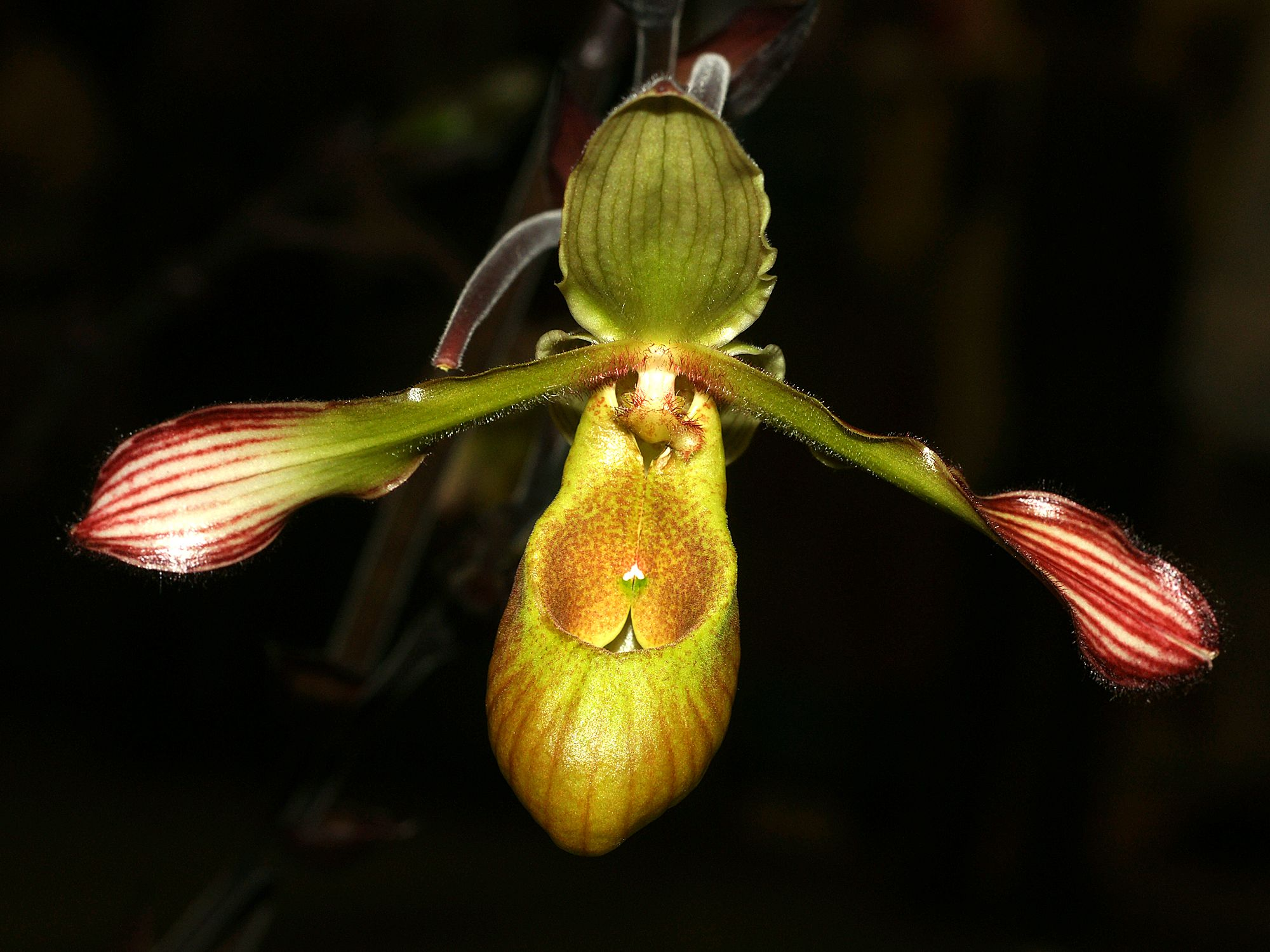
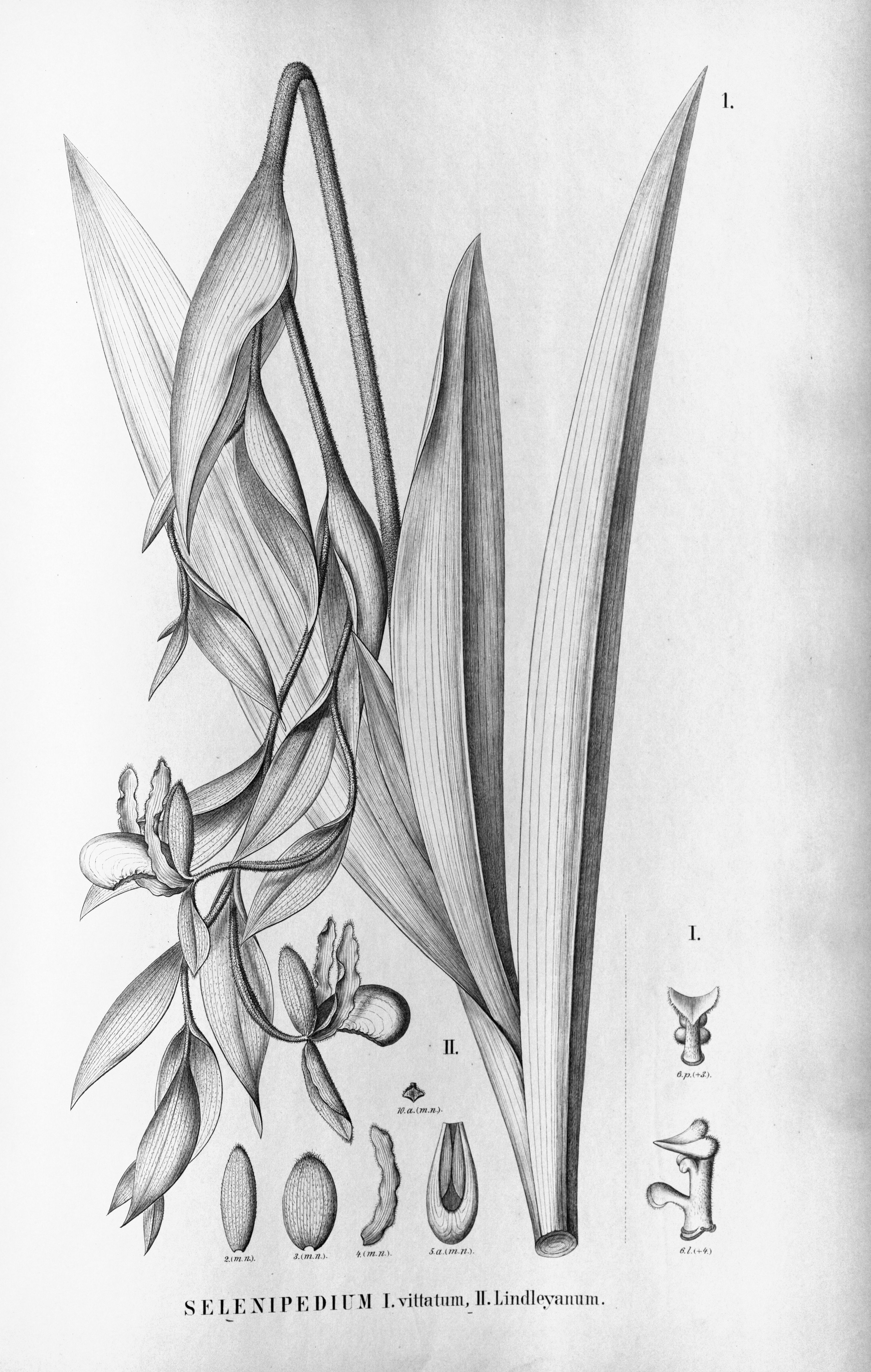
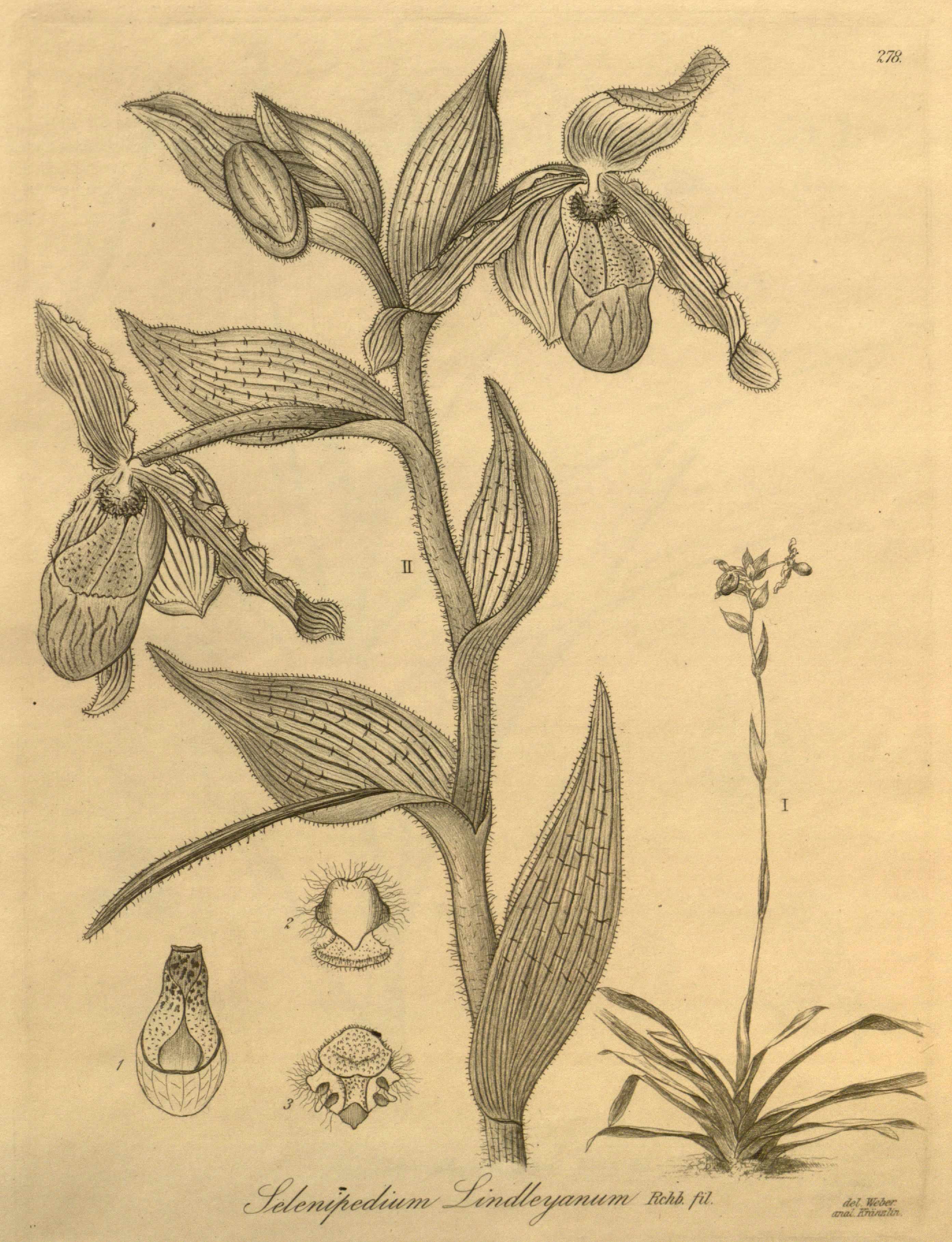